# Saillon
Saillon (antiguamente en alemán Schellon) es una comuna suiza del cantón del Valais, situada en el distrito de Martigny. Limita al norte con la comuna de Leytron, al este con Riddes, al sur con Saxon, y al oeste con Fully.